# نيللي ستون جونسون
نيللي ستون جونسون (بالإنجليزية: Nellie Stone Johnson)‏ (17 ديسمبر 1905 – 2 أبريل 2002) كانت ناشطة للحقوق المدنية الأمريكية ومنظمة الاتحاد التجاري. كانت أول مسؤولة سوداء منتخبة في منيابولس، وشكلت سياسة مينيسوتا لمدة 70 عامًا.
ساعدت جونسون في تشكيل حزب مينيسوتا للديمقراطيين والمزارعين والعمال (DFL) وقامت بجهود كبيرة لإنشاء أول قسم للتوظيف العادل في البلاد. قدمت المشورة لكل من هوبرت همفري، ووالتر مونديل، وكانت تعمل في اللجنة الوطنية الديمقراطية في الثمانينيات.

## النشأة والتعليم
وُلدت نيللي في مقاطعة داكوتا، مينيسوتا، بالقرب من ليكفيل، من وليام وغلاديس، واحدة من العائلات الزراعية السوداء القليلة في مينيسوتا في أوائل عام 1900. كانت والدتها معلمة بالمدرسة حاصلة على تعليم جامعي من كنتاكي ولديها أصول أمريكية هندية أفريقية فرنسية إيرلندية. كان لدى أسرتها مزرعة ألبان وكان والدها عضواً في رابطة غير الحزبيين، مما ساعد في تنظيم المزارعين وشارك في تأسيس جمعية منتجي الحليب في توين سيتي. عندما كانت في الثالثة عشرة من عمرها، وزعت الأدب الخاص بالرابطة غير الحزبية وهي في طريقها إلى المدرسة. التحقت نيللي بالمدارس العامة في كل من داكوتا ومقاطعة باين. انتقلت الأسرة إلى مزرعة أكبر شرق هينكلي في عام 1919. كانت تحلب الأبقار كل صباح وكسبت المال عن طريق محاصرة الفئران وحيوان المنك. انضمت إلى الرابطة الوطنية لتقدم الأشخاص الملونة (NAACP) في سن المراهقة. التحقت نيللي بالمدرسة في بلدة كلوفر، والتي درست فيها حتى الصف العاشر.
في سبتمبر 1922، انتقلت نيللي إلى منيابولس حيث كانت مربية لعائلة بيضاء تعيش بالقرب من لورنج بارك. ثم انتقلت إلى منزل عمتها وعمها في شمال منيابولس. أخذت دورات تمديد من جامعة مينيسوتا، في البداية من كلية الزراعة. درست الكيمياء، وتعزمت أن تصبح صيدلانية، قبل انجذابها نحو العلوم الاجتماعية والسياسية. أثناء دراستها في الجامعة حضرت دروس زيبارث (E. W. Ziebarth) والتقت بول روبسون وسوان أسارسون. في عام 1925 انهت اختبارات تطوير التعليم العام (GED).

## تنظيم العمل والنشاط السياسي
في عام 1924، تم التعاقد معها للعمل كمشغلة مصاعد في نادي منيابولس الرياضي، بأجر 15 دولارًا في الأسبوع. بعد ذلك تم خفض أجرها إلى 12 دولارًا و50 سنتًا، في هدوء تام بدأت في تنظيم عمال الفندق مع اتحاد عمال المطعم. في ثلاثينيات القرن الماضي، انضمت إلى عصبة الشباب الشيوعية بجامعة مينيسوتا. في عام 1936، أصبحت عضوًا ثم نائب رئيس الاتحاد الأمريكي المحلي للعمال ( AFL's).
التقت جونسون بنائب الرئيس المستقبلي هوبير همفري عام 1941 في كلية ولاية دولوث. والتي ستتعلم منه في وقت لاحق قضايا الحقوق المدنية. في عام 1944، كانت في اللجنة التي قامت بدمج حزب مينيسوتا الديمقراطي المعتدل مع حزب العمال والمزارعين الأكثر تشددًا، حيث شكلت حزب مينيسوتا للديمقراطيين والمزارعين والعمال.
في عام 1945، تم انتخابها لمجلس المكتبة وأصبحت أول شخص أسود يُنتخب لمكتب على مستوى مدينة منيابولس.
كانت جونسون هي القوة الرئيسية وراء إنشاء إدارات التوظيف العادلة الحكومية والمحلية، والتي أصبحت فيما بعد لجنة الحقوق المدنية في منيابولس ووزارة حقوق الإنسان بالولاية. في أربعينيات القرن العشرين، قادت حملة لإنشاء قسم للتوظيف العادل في منيابولس، والتي كانت الأولى من نوعها في البلاد. في عام 1955، قادت مبادرة على مستوى الولاية لجعل التشريعات مشابهة  لتشريع منيابولس، وقانون التوظيف لعام 1955. قامت أيضًا بتأليف مبادرة 1950 والتي أدت إلى إلغاء التمييز العنصري في القوات المسلحة الأمريكية.
كانت لديها خلافات مع قيادة الحزب الشيوعي في عام 1946.
تم فصلها من وظيفتها في نادي منيابولس الرياضي عام 1950، وفي أكتوبر 1950، استقالت من منصبها كرئيس لحزب مقاطعة هينيبين التقدمي. خسرت الانتخابات النقابية للاتحاد الأمريكي المحلي للعمال في يناير 1951، في الوقت الذي كان فيه ضباط الجناح اليساري في الاتحاد في طريقهم للتراجع. في فبراير 1951، قطعت جونسون علاقاتها رسميًا مع الأحزاب التقدمية والشيوعية.

## الحياة لاحقًا
في الستينيات، جمعت المال من أجل مسيرات الحرية لمارتن لوثر كينغ.
عام 1963، افتتحت جونسون متجرها للخياطة في مبنى كريسج القديم. واصلت عملها في وسط مدينة منيابولس لأكثر من 30 عامًا.
واصلت جونسون نشاطها في السياسة الحكومية والمحلية وكانت مديرة حملة فان فريمان وايت في محاولته الناجحة عام 1979 للحصول على مقعد في مجلس مدينة منيابولس. سافرت إلى إفريقيا من أجل وزارة الخارجية مع نائب الرئيس والتر مونديل عام 1980، وعينها المحافظ رودي بيربيتش في مجلس جامعة ولاية مينيسوتا عام 1982. في الثمانينات كانت عضوًا في اللجنة الوطنية الديمقراطية لفترتين. 
بعد صراع على السلطة، تم طردها من اتحاد جامعة منيابولس المتحضر في عام 1987.
تأسس برنامج نيللي ستون جونسون للمنح الدراسية في عام 1989 حيث يقدم منحًا للطلاب من الأقليات من أسر الاتحاد.
أصدرت جونسون سيرة ذاتية في عام 2000، نيللي ستون جونسون: حياة ناشطة. تم تحرير الكتاب وتنظيمه بواسطة ديفيد براور لأكثر من 50 مقابلة أجراها مع نيللي.
كانت جونسون أمينًا لمكتبة منيابولس العامة وعضوًا في نظام كليات وجامعات ولاية مينيسوتا (MnSCU) حصلت على جائزة الإنجاز مدى الحياة من التجمع الأسود للجمعية الأمريكية للتعليم العالي في عام 2000. 

## الموت والإرث
توفيت في 2 أبريل 2002، في منيابولس.
سميت مدرسة نيللي ستون جونسون المجتمعية في منيابولس نسبة لها. عام 1992 كانت مصدر إلهام للعمل الفني ظلال الروح (Shadows of Spirit) الذي كتبه سيتو جونز، وتا كومبا أيكن. عُرضت مسرحية (نيللي) عام 2013 وتكلمت عن حياتها، لأول مرة في مسرح سانت بول للتاريخ في عام 2013. ومن المخطط نحت تمثال لجونسون في الرواق الشمالي لمبنى العاصمة بمينيسوتا. 

## الحياة الشخصية
تزوجت جونسون مرتين، أولاهما من كلايد ستون لمدة ثماني سنوات، وثانيهما من لي جونسون لمدة خمس سنوات. وانتهى الزواجان بالطلاق. 